# Cár-harckocsi
A Cár-harckocsi vagy Nyetopir (oroszul: Нетопырь), további ismert nevén Lebegyenko-harckocsi, egy rendhagyó formájú orosz harckocsi volt, amit Nyikolaj Lebegyenko, Nyikolaj Zsukovszkij, Borisz Sztyecskin és Alekszandr Mikulin terveztek 1914 és 1915 között. A nagy első kerekek ilyen alkalmazásával az árokáthidalási képességet akarták megoldani, illetve növelni. Az 1915 augusztusában elvégzett tesztek tapasztalatai azonban felfedték, hogy a harckocsi meghajtása gyenge, nagy első kerekei miatt viszont rendkívül sérülékeny volt a tüzérségi tűzzel szemben. A jármű rossz súlypontelosztása miatt rendszerint a hátsó kerekek elsüllyedtek a laza talajban, amit a nagyméretű első kerekek nem tudtak kihúzni. Lebegyenkóék felajánlották a terveket a cári hadseregnek, de ott nem voltak hajlandók hadrendbe állítani, egyrészt a konzervatív katonai vezetők ellenállása, másrészt műszaki alkalmatlansága miatt. A megépített példányt 1923-ban szétbontották.